# Franco Picco
Franco Picco, né le 4 octobre 1955 à Vicence, est un pilote de rallyes italien, spécialiste de rallyes-raids. 

## Biographie
Il réalise trois podiums sur le Rallye Dakar dans les années 1980 en catégorie moto. En 2023, à l'age de 67 ans, il participe une nouvelle fois à l'épreuve, 38 ans après sa première participation.

## Palmarès

### Rallye Dakar
| Année | Categorie | Marque           | Position | Victoires d'étapes |
| ----- | --------- | ---------------- | -------- | ------------------ |
| 1985  | Moto      | Yamaha           | 3e       | 0                  |
| 1986  | Moto      | Yamaha           | 10e      | 4                  |
| 1987  | Moto      | Yamaha           | 4e       | 2                  |
| 1988  | Moto      | Yamaha           | 2e       | 2                  |
| 1989  | Moto      | Yamaha           | 2e       | 1                  |
| 1990  | Moto      | Yamaha           | 5e       | 1                  |
| 2000  | Auto      |                  | 36e      | -                  |
| 2002  | Auto      | 48e              | -        |                    |
| 2010  | Moto      | Yamaha WR450F    | 23e      | -                  |
| 2011  | Moto      | Yamaha WR450F    | 49e      | -                  |
| 2012  | Moto      | Yamaha WR450F    | 77e      | -                  |
| 2013  | Moto      | Yamaha WR450F    | abd      | -                  |
| 2016  | Quad      |                  | 6e       | -                  |
| 2017  | Moto      |                  | 85e      | -                  |
| 2021  | Moto      | Husqvarna WR450F | 43e      | -                  |
| 2022  | Moto      | Husqvarna WR450F | 72e      | -                  |
| 2023  | Moto      | Fantic           | 72e      | -                  |

### Autres courses
- Rallye des Pharaons :
  - Vainqueur en 1986 sur Gilera
  - Vainqueur en 1986 sur Yamaha
  - 3e place en octobre 1993 sur KTM LC4